# Selepa strigifera
Selepa strigifera är en fjärilsart som beskrevs av Moore 1885. Selepa strigifera ingår i släktet Selepa och familjen trågspinnare. Inga underarter finns listade i Catalogue of Life.